# Mont Namewakka
Le mont Namewakka (ナメワッカ岳, Namewakka-dake) est une montagne culminant à 1 799 m d'altitude dans les monts Hidaka de l'île de Hokkaidō au Japon.